# Straža na Gori
Straža na Gori je naselje u slovenskoj Općini Šentjuru. Straža na Gori se nalazi u pokrajini Štajerskoj i statističkoj regiji Savinjskoj. 

## Stanovništvo
Prema popisu stanovništva iz 2002. godine naselje je imalo 105 stanovnika.